# Thibaut I av Navarra
Thibaut I av Navarra, Thibaut IV av Champagne, "den postume" (även Theobaldo, Thibault), född 30 maj 1201 i Troyes, död 14 juli 1253 i Pamplona, var greve av Champagne från sin födsel, och kung av Navarra från 1234, samt fransk trubadur.

## Biografi
Thibaut var son till Thibaut III av Champagne och Blanka av Navarra, dotter till kung Sancho VI av Navarra. Fadern avled strax innan han föddes, varför han ärvde grevskapet Champagne direkt vid födseln. Hans mor regerade fram tills att han blev myndig 1222. 
I sin tids politiska oroligheter spelade Thibaut en ganska tvetydig roll. Under Ludvig IX :s minderårighet deltog han i högadelns fejder mot regentskapet, men förmåddes av Ludvig VIII:s änka, drottning Blanche av Kastilien, för vilken han hyste en obesvarad kärlek och som var föremål för flertalet av hans dikter, att svika sina bundsförvanter. Det ryktades att Ludvig VIII hade giftmördats av Thibaut, för kärleken till drottning Blanche. Han skrev flera kärleksdikter till Blanche, som bevarats och blev stilbildande för den höviska litteraturen.
1234 ärvde han kungariket Navarra av sin morbror Sancho VII av Navarra, och blev därmed den förste av huset Champagne på kungarikets tron.  
Likt många andra riddare på den tiden blev han sedermera religiös, lät bränna kättare, besjöng den Heliga jungfrun och drog ut på korståg till Palestina (1239-1240). Från denna tid kommer en korsfararvisa som syftade till att få adeln i Europa att sluta upp vid hans trupper i Heliga landet. Dikten utmärker sig från tidigare agitationsvisor för korstågen, genom att ta upp svårigheterna med att leva i äktenskap som korsriddare, och rädslan för att hustrun skall vara otrogen.
Som diktare var Thibaut en förmedlare mellan södra och norra Frankrikes trubadurdiktning. Hans författarskap är den rikligaste från epokens höviska litteratur, med 32 manuskript och 79 dikter som har honom angiven som upphovsman. Av dessa torde åtminstone 50 dikter vara autentiska. Större delen utgörs av kärleksdikter, och några handlar om korstågen.
Thibaut gifte sig första gången när han var 19 år, med Gertrude, dotter till Albert av Metz. Han skilde sig från henne två år senare, eftersom äktenskapet inte givit några barn. Agnes de Beaujeu blev strax därefter hans andra hustru. Hon avled i barnsäng 1231. Han förlovade sig då med Yolande de Dreux, dotter till hertigen av Bretagne, Pierre Mauclerc, men drottning Blanche gick emellan, och han tvingades slå upp förlovningen. Hans tredje hustru var Marguérite de Bourbon. Två av hans söner efterträdde honom efter varandra som kungar av Navarra, Thibaut II av Navarra och Henrik I av Navarra.